# National Route 7
Die National Route 7 (kurz N7) ist eine Nationalstraße in Südafrika, die Kapstadt mit Vioolsdrift an der Grenze zu Namibia verbindet. Auf namibischer Seite wechselt die Bezeichnung zu B1. Die Straße führt weiter nach Windhoek und nach Nordnamibia. Die gesamte Nationalstraße ist Teil der Trans-African Highways im Abschnitt Tripolis–Kapstadt.

## Streckenverlauf
Die N7 ist vom Stadtraum Kapstadts bis nördlich der Stadtgrenze eine vierspurige Autobahn. Im weiteren Verlauf ist sie zweispurig.
Die Nationalstraße N7 beginnt an einem Kreuzungspunkt mit der N1 und der M7 beim Stadtteil Summer Greens. Die als Vanguard Drive heranführende M7 geht in diesem großzügig ausgebauten Kreuzungspunkt in die N7 über. Von den Außenbezirken der Metropolgemeinde City of Cape Town verläuft sie in einem langen Bogen, am Morningstar Airfield vorbei, in nordöstliche Richtung bis Malmesbury. Sie wird dabei teilweise von einer Eisenbahnstrecke begleitet, die aus Richtung Bellville heranführt. Südlich von Malmesbury zweigt die Regionalstraße R315 in Richtung der Atlantikküste ab. Nördlich der Stadt erstreckt sich der Straßenverlauf weitgehend parallel zu dieser Eisenbahn an Moorreesburg vorbei bis an den Rand von Piketberg. Hier gibt es einen kleinen Inlandsflugplatz. Wenige Kilometer nördlich, bei Pools quert die Eisenbahnstrecke die Straßenführung und verläuft in größerer Distanz weiter westlich. Kurz vor Citrusdal erreicht die N7 die Talebene des Olifants River, dessen Verlauf sie flussabwärts und linksseitig über Clanwilliam mit einem weiteren Regionalflugplatz folgt.
Zwischen den kleinen Orten Trawal und Klawer wechselt der Straßenverlauf die Talseite und verlässt bei letzterem das Tal in nordöstliche Richtung. Bei Vanrhynsdorp, der Ort ist mit einem kleinen Regionalflugplatz ausgestattet, quert sie die Regionalstraße R27 und schwenkt in einem langgezogenen Bogen nach Nordwesten, berührt die Ortschaft Nuwerus und erreicht nach 16 Kilometern Bitterfontein. Hier nähert sich die zuvor parallel verlaufende Eisenbahnstrecke wieder an die N7, endet jedoch in dieser Kleinstadt. Kurz nach Bitterfontein zweigt rechtsseitig die Regionalstraße R358 ab, die über die Bokkeveldberge in das Landesinnere führt.
Mit der Querung des Flusslaufes des Groen verlässt sie das Gebiet der Provinz Western Cape. Nun durchläuft die N7 ein kaum besiedeltes Gebiet in der Provinz Northern Cape, wobei sie die Siedlungen Garies, Karkams, Kamieskroon und Mesklip berührt und schließlich den Ort Springbok erreicht. Hier führt aus südöstlicher Richtung die Regionalstraße R355 durch ein gering besiedeltes Gebiet heran. Eine weitere Regionalstraße verläuft nach Westen und erreicht die Ortschaft Kleinzee nahe der Atlantikküste. Von Springbok sind es nur wenige Kilometer bis nach Okiep, in dessen Umgebung sich inzwischen verlassene Bergwerke eines einst sehr ergiebigen Abbaus von Kupfererzen befinden. Etwa 44 Kilometer nördlich von Okiep zweigt in Steinkopf die Regionalstraße R382 ab, die somit eine Straßenverbindung zum nördlichsten Hafen Südafrikas in Port Nolloth schafft und von dort bis nach Alexander Bay unweit der Mündung des Oranje führt. Die N7 verläuft von Steinkopf weiter nach Norden und erreicht Vioolsdrift. Hier quert sie das Tal des Oranje und verlässt Südafrika in Richtung Namibia. Auf namibischer Seite befindet sich die Ortschaft Noordoewer.